# Iglesia de San Juan Bautista (Mogno)
La Iglesia de San Juan Bautista (en italiano: Chiesa di San Giovanni Battista) es un edificio religioso que está afiliado a la Iglesia católica y se encuentra en la localidad alpina de Mogno en el cantón de Tesino (Ticino) en Suiza. Fue construida entre 1994 y 1996 en el sitio de una iglesia más antigua (1626), que fue arrasada por una avalancha en 1986. La iglesia lleva ese nombre en honor de San Juan Bautista.
La nueva iglesia fue diseñada por el arquitecto suizo Mario Botta, que utilizó el mármol y el granito de los valles de la zona. La iglesia se basa en una estructura con una planta elíptica, un cilindro de piedra, con un "corte" de una superficie de vidrio inclinada que sirve como cubierta. 